# 厚別消防署
厚別消防署（あつべつしょうぼうしょ）は北海道札幌市厚別区厚別中央1条5丁目にある、札幌市消防局の消防署である。

## 設置されている課
- 予防課
- 警防課

## 設置部隊
- 指揮隊
- 水槽隊
- 救急隊
- はしご隊
- 特別救助隊

## 出張所
- 厚別西（厚別西3条5丁目）
- もみじ台（もみじ台北7丁目）

## 交通機関
- JR千歳線新札幌駅
- 東西線新さっぽろ駅